# Břest
Břest település Csehországban, Kroměříži járásban. Břest Stará Ves, Němčice, Kyselovice, Žalkovice, Hulín, Chropyně és Skaštice településekkel határos. Lakosainak száma 976 fő (2024. január 1.).

## Népesség
A település lakosságának változását az alábbi diagram mutatja:
| Lakosok száma | 879  | 1043 | 1213 | 1099 | 883  | 894  | 899  | 930  | 953  | 976  |
|               | 1869 | 1900 | 1921 | 1961 | 1980 | 2011 | 2016 | 2019 | 2021 | 2024 |